# Uspenskijkatedralen, Helsingfors
Uspenskijkatedralen (finska: Uspenskin katedraali, ryska: Успенский собор/Uspenskij sobor; kyrkslaviska: Оуспенскїй собо́ръ) är en finsk-ortodox katedral belägen på Skatudden nära Helsingfors centrum, i Finland. 
Den är huvudkyrka för Helsingfors ortodoxa församling och tillhör Helsingfors ortodoxa stift.

## Namn
Katedralens namn kommer från det slaviska ordet uspenie, som betyder ’avsomna’ (dö). Katedralen är helgad till minnet av Jungfru Marias avsomnande, vars minnesfest firas den 15 augusti.

## Historik
Uspenskijkatedralen blev färdig år 1868. Den känns igen genom bland annat sina lökkupoler. Den omges av Tove Janssons park (före 2014 benämnd Skatuddsparken).
Katedralen byggdes på uppdrag av generalguvernör Friedrich Wilhelm Rembert von Berg, som tog initiativ till kyrkobygget i slutet av 1850-talet. Stadens växande rysk-ortodoxa befolkning behövde en större kyrka än den Heliga Treenighetskyrkan som invigts 1827. 
Den nya och dominerande kyrkobyggnaden blev samtidigt en påminnelse mitt i Helsingfors om den ryska tsarens överhöghet och tro. Byggarbetet inleddes 1862, till en del med återanvända tegel från Bomarsunds fästning, som förstörts under Krimkriget.

## Katedralen

### Exteriör

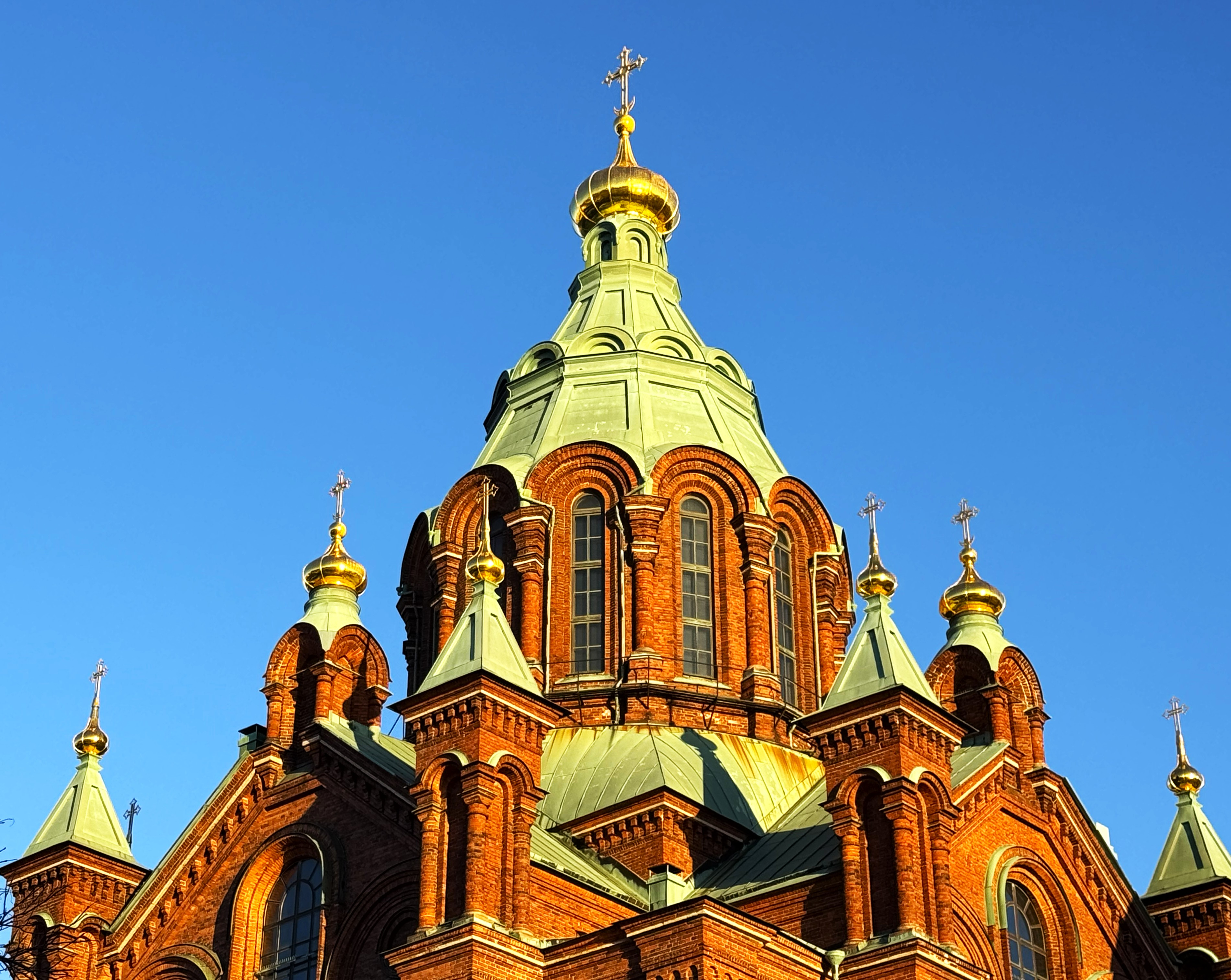
Uspenskijkatedralens förgyllda lökkupoler.

- Uspenskijkatedralen är Nord- och Västeuropas största östortodoxa kyrka
- Byggnaden i rött tegel med de gyllene kupolerna är ett av de synligaste tecknen på det ryska inflytandet i Finlands historia.[3]
- Centralkupolen omges av 12 gyllene kupoler formade som flammor, vilket symboliserar Kristus och de 12 lärjungarna.[2]
- Kyrkan är planerad av den kände ryska kyrkoarkitekten och akademikern Alexej M. Gornostajev.
- Fastän kyrkan utanpå följer gamla slaviska traditioner är innandömet mera bysantinskt inspirerat. Den är till sin planform kvadratisk med en halvrund altarabsid i den östra väggen.

### Interiör

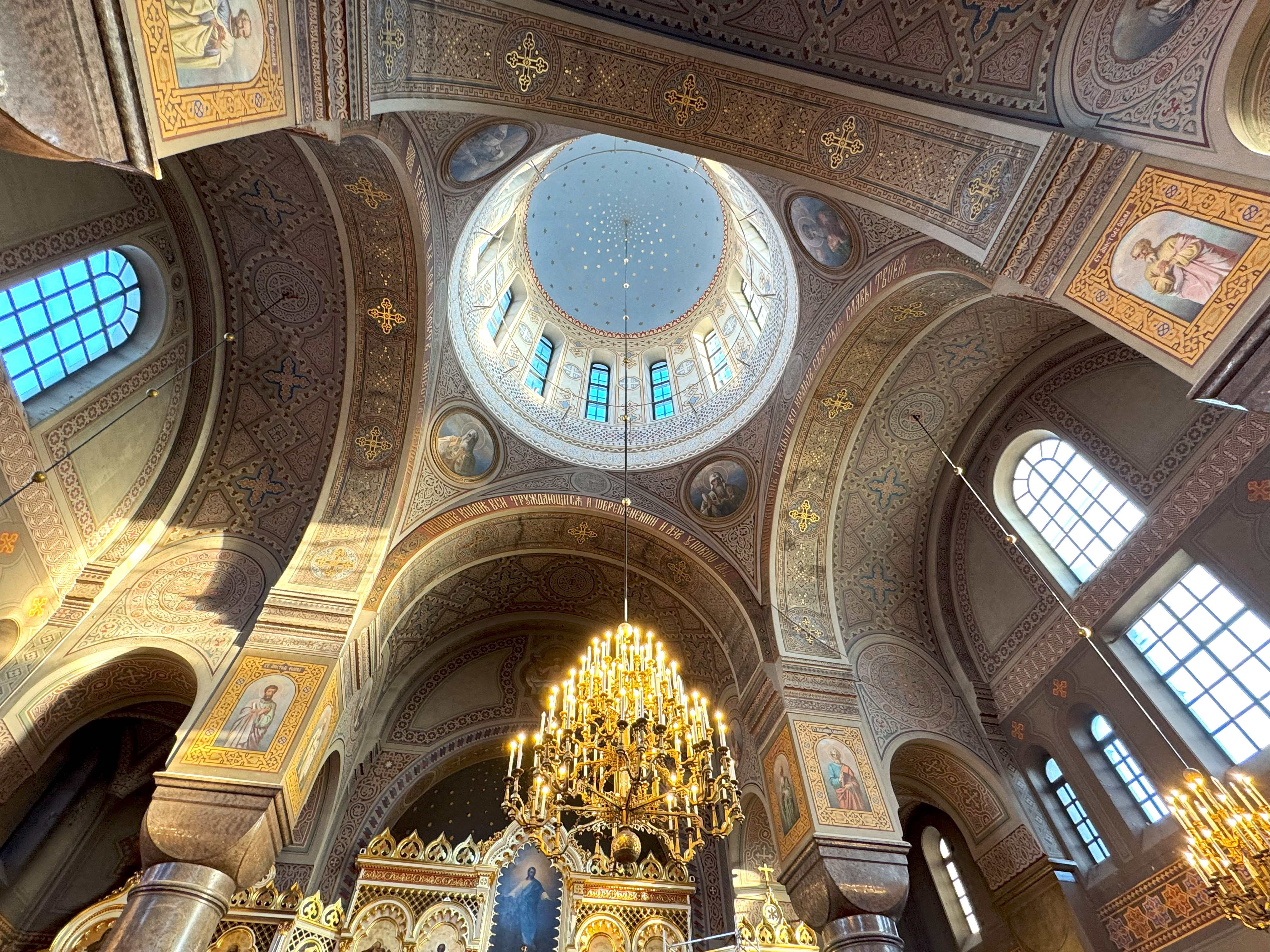
Den centrala kupolen, med stjärnhimmel som motiv allra högst upp.

- Den inre delen av katedralen domineras av centralkupolen som bärs upp av fyra monolitiska cylinderformade granitpelare.[4]
- Östväggen täcks av en ikonostas, tillverkad i Sankt Petersburg i Ryssland med 22 oljemålningar av konstmålaren, akademiker Pavel Siltsov.[2]

## Attraktion
Uspenskijkatedralen är en populär turistattraktion och har fler besökare än Helsingfors domkyrka, men färre än Tempelplatsens kyrka; 2006 besöktes Uspenskijkatedralen av 516 500 turister.

## Stölder
Katedralen har råkat ut för några uppmärksammade ikonstölder. I augusti 2007 stals en värdefull ikon föreställande den helige Nikolaus på ljusan dag. I juni 2010 bröt sig en tjuv in på natten genom ett litet fönster och förde med sig en av Finsk-ortodoxa kyrkans största skatter, ikonen Gudaföderskan av Kozelsjtjan. Den kozelsjtjanska ikonen hittades i februari 2011 efter att mannen som satt i fängelse för stölden självmant avslöjat gömstället. Nikolausikonen har inte återfunnits.

## Bilder

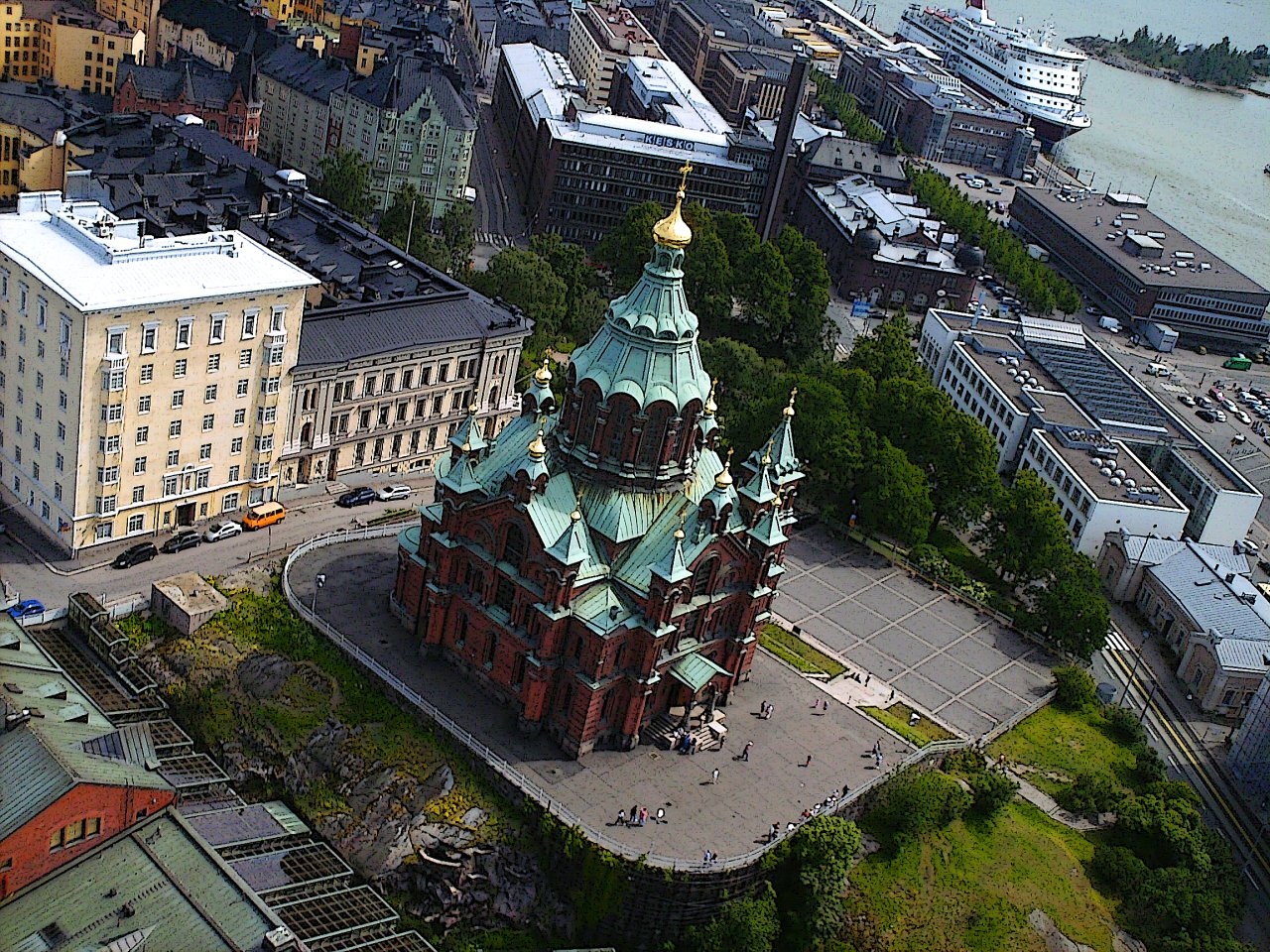
Katedralen sedd från luften
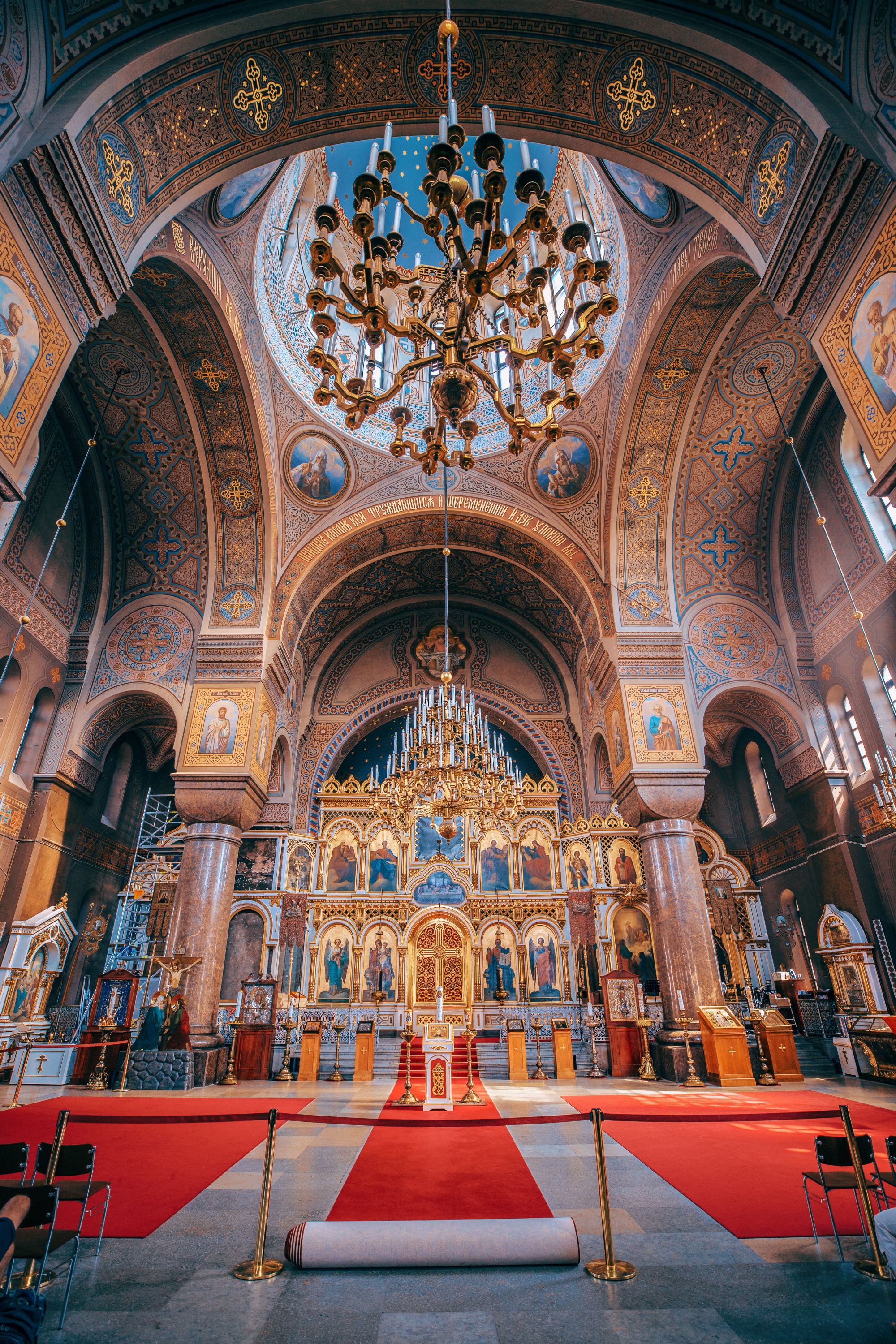
Katedralens interiör mot ikonostasen
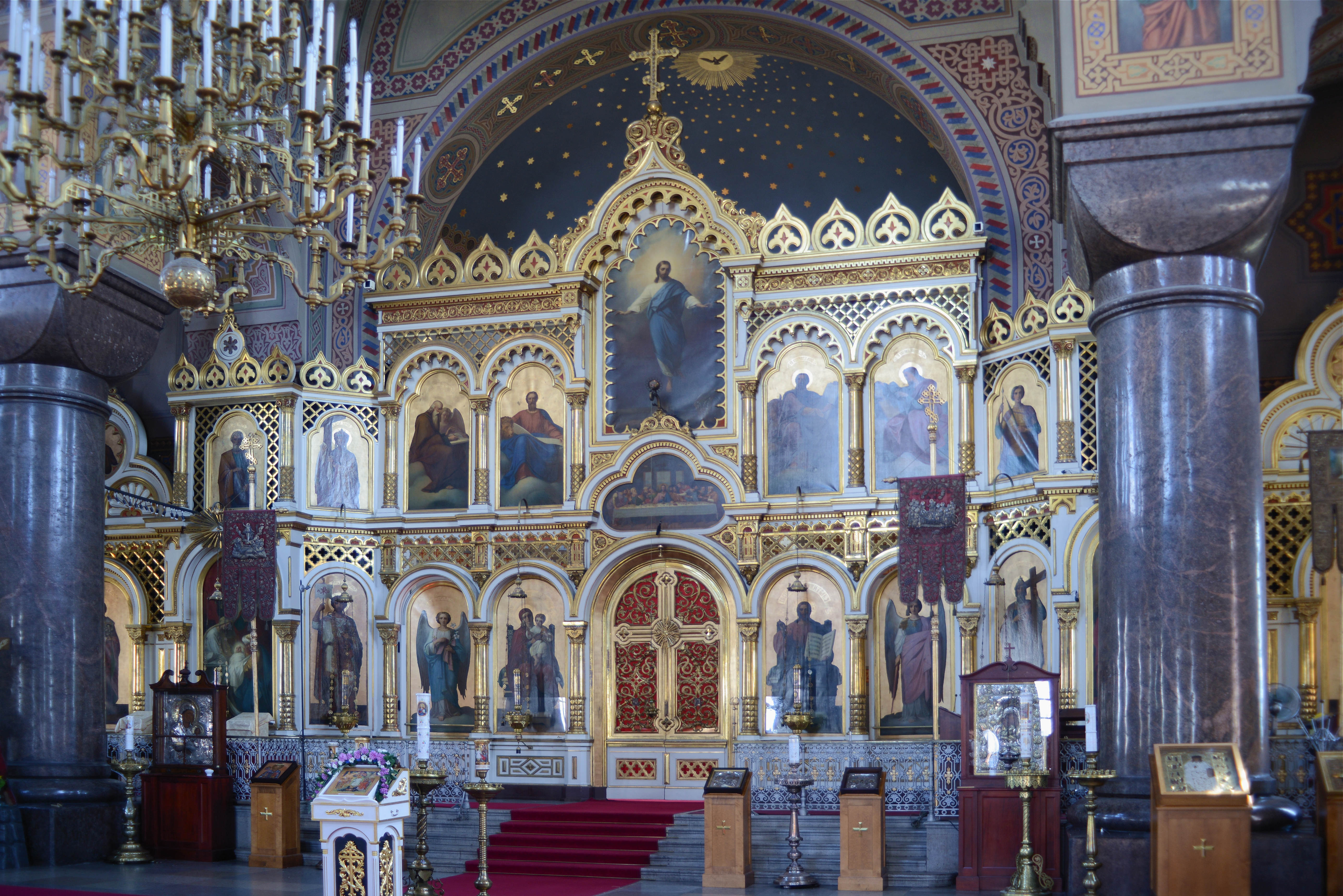
Närmare bild på ikonostasen
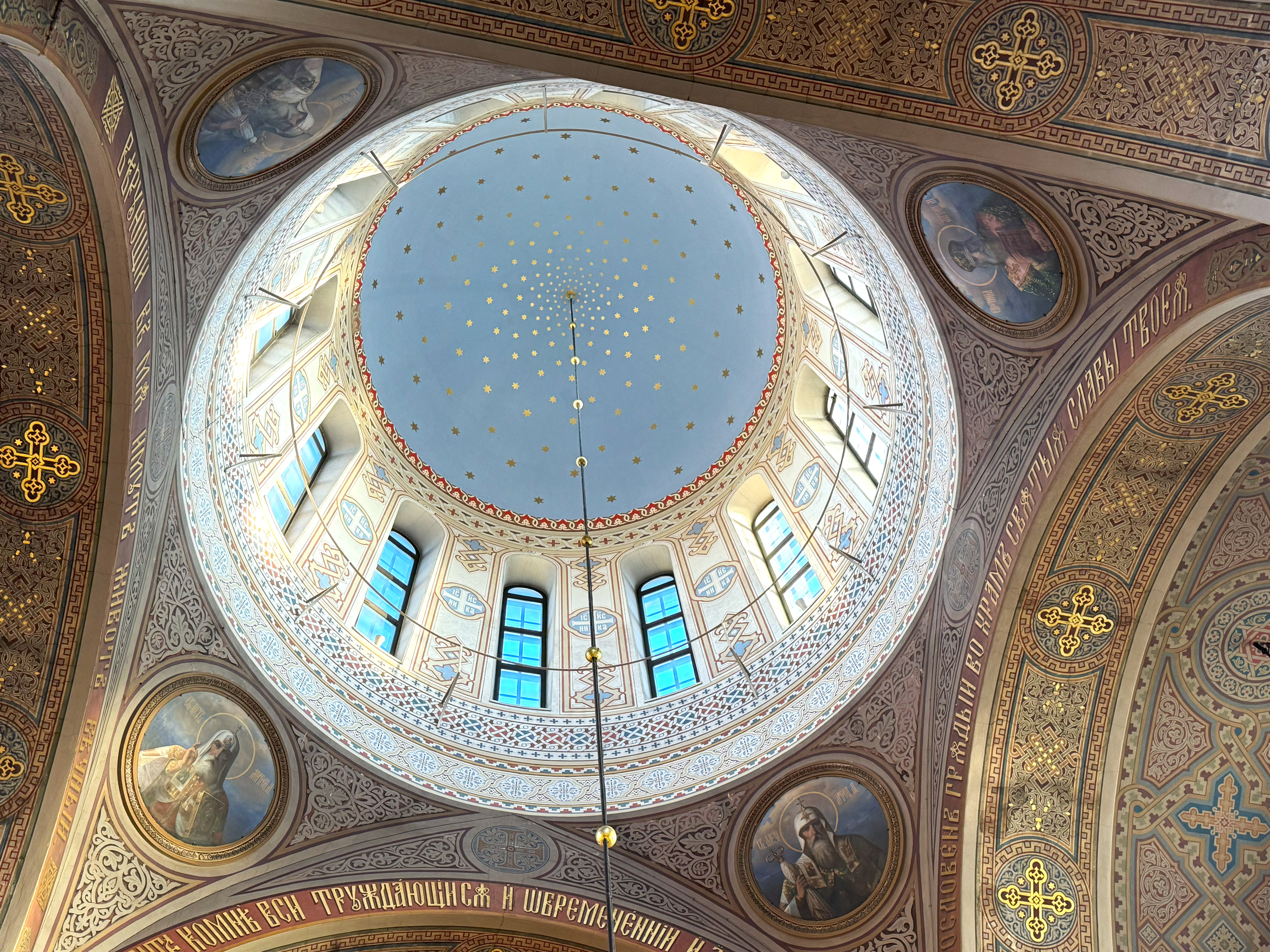
Detaljvy över den centrala kupolen
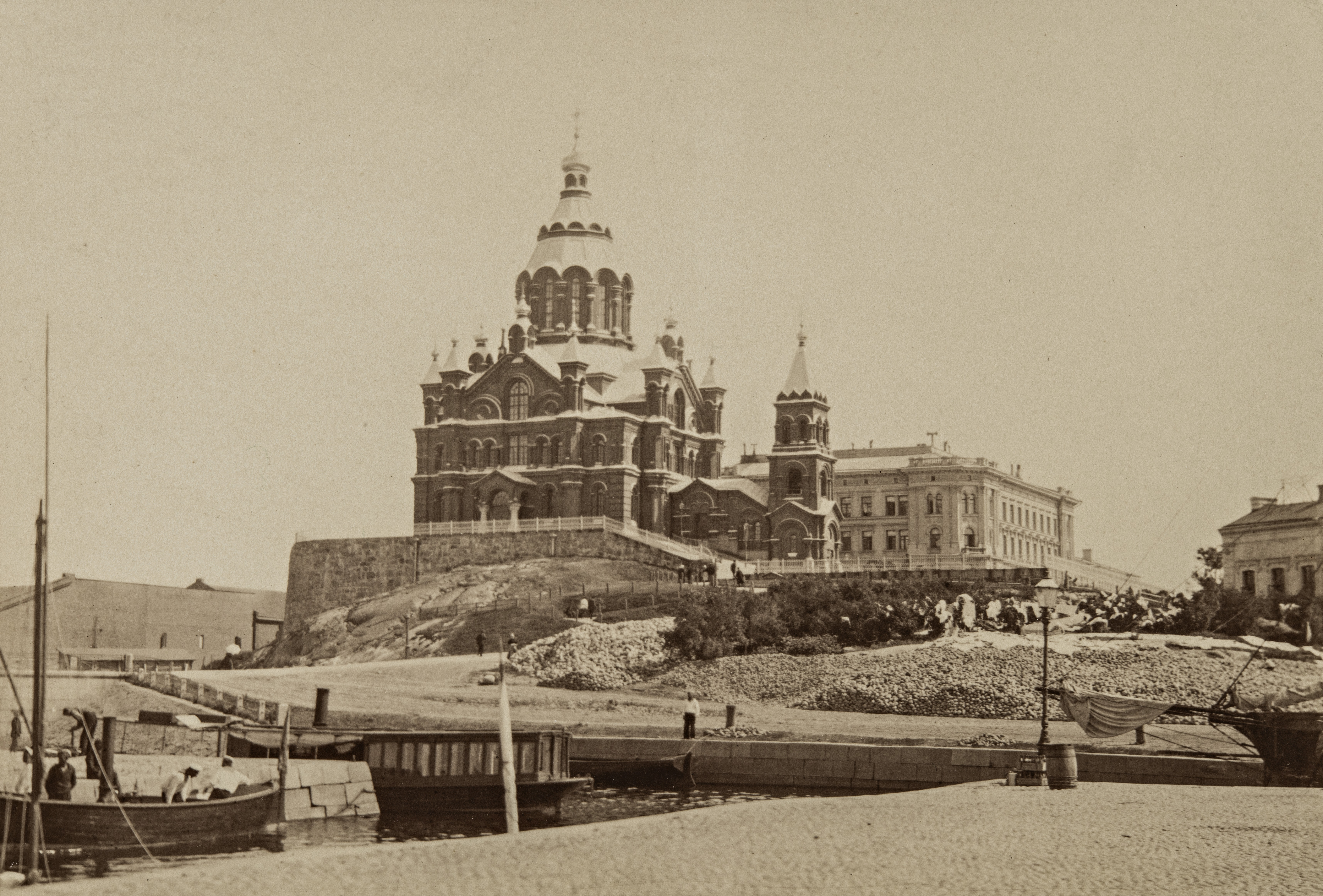
Uspenskijkatedralen år 1890

## Källhänvisningar
1. ↑  Annola, Suvi (2014-08-07): "Tove Janssons park invigs". Arkiverad 10 augusti 2014 hämtat från the Wayback Machine. Helmet.fi. Läst 8 augusti 2014
2. 1 2 3  Kemppi, Hanna (2018). ”Venäläisbysanttinen kokonaistaideteos”. Ortodoksiviesti (4):  sid. 10-12.
3. ↑  V. Purmonen (red./utg.): Orthodoxy in Finland (1984) s. 74
4. ↑  Silén, Pär (2018). ”Uspenskikatedralen, ett barn av sin tid”. Ortodoksiviesti (4):  sid. 33. Läst 9 november 2018.
5. ↑  Helsingin Sanomat 9.7.2007
6. ↑  ”Stulna ikonen troligen på väg utomlands”. Svenska Yle. 9 juni 2010. https://yle.fi/a/7-384112. Läst 29 juni 2024.
7. ↑  http://www.hbl.fi/text/inrikes/2011/2/8/w58758.php